# Methylobacterium symbioticum
Methylobacterium symbioticum是一种克 (-)内生光合细菌，具有固定大气氮的能力。 它的特点是通过固氮酶复合物从空气中向植物自然提供氮的有效能力。这种微生物在发育的初始阶段实现了植物叶际的快速定殖，定居在光合细胞内。
该细菌具有通过固氮酶复合物控制的过程将大气中的氮 (N 2 ) 转化为铵 (NH 4 + ) 的能力，使植物能够在整个生长季节以恒定的方式将其直接代谢为氨基酸。 .
该物种由 Symborg 公司分离和表征，已被用于开发 BlueN，这是世界上第一个注册的氮生物肥料，可以为大多数农作物提供生物氮肥。这使世界各地的农民能够在不同的条件下提高氮的使用效率，并减少与作物施氮肥相关的环境影响。 
另一方面， Methylobacterium symbioticum对大气氮的生物固定确保植物不需要通过根吸收吸收所有氮，减少酶促硝酸还原酶途径的能量消耗，因为它会转化较少量的氮。硝酸盐在植物内转化为铵。通过这种方式，植物可以利用植物生长过程中节省的能量。
共生甲基杆菌对植物也有其他积极影响。通过消耗果胶中甲基降解产生的甲醇，减缓植物细胞的衰老，延长有效光合作用周期。
BlueN 氮生物肥料中配制的共生细菌Methylobacterium symbioticum促进了一项有利可图且更可持续的氮肥计划，因为它有助于保护环境免受因使用氮作为作物的第一个营养元素而造成的污染，仅次于水。
该菌株的有效性已在全球范围内得到广泛验证，适用于多种作物 ，例如大田作物、果园和柑橘。